# Trio ’65
Trio '65 — студийный альбом американского джазового пианиста Билла Эванса и его трио, выпущенный в 1965 году.

## Приём
| Оценки критиков                      | Оценки критиков |
| Источник                             | Оценка          |
| ------------------------------------ | --------------- |
| AllMusic                             | 3/5             |
| The Penguin Guide to Jazz Recordings | 3/4             |

В статье для AllMusic музыкальный критик Скотт Яноу написал об альбоме: «Хотя все восемь композиций, представленных в этом релизе Verve, пианист Билл Эванс записывал и раньше, эти версии не уступают другим».

## Список треков
1. «Israel» (Джон Каризи) — 4:49
2. «Elsa» (Эрл Зиндарс) — 4:22
3. «'Round Midnight» (Телониус Монк, Кути Уильямс) — 6:42
4. «Our Love Is Here to Stay»(Джордж Гершвин, Айра Гершвин) — 4:02
5. «How My Heart Sings» (Эрл Зиндарс) — 2:49
6. «Who Can I Turn To?» (Лесли Брикасс, Энтони Ньюли) — 4:53
7. «Come Rain or Come Shine» (Гарольд Арлен, Джонни Мерсер) — 5:26
8. «If You Could See Me Now» (Тэдд Дэмерон, Карл Сигман) — 4:47

## Музыканты
- Билл Эванс — фортепиано
- Ларри Банкер — барабаны
- Чак Израэлс — бас-гитара

## Чарты
| Чарт (2022) | Пикоая позиция |
| ----------- | -------------- |
| 128         |                |
| 38          |                |
| 42          |                |